# Yook Sung-jae
Yook Sung Jae (en hangul, 육성재; Yongin, Provincia de Gyeonggi, 2 de mayo de 1995), más conocido como Sungjae, es un cantante, bailarín, actor y presentador surcoreano, miembro de la banda masculina BtoB desde el año 2012. Realizó su debut como actor con el drama Plus Nine Boys en 2014. Es más conocido por su papel de Gong Taekwang, un estudiante problemático en el drama Who Are You: School 2015.

## Biografía
Sungjae nació el 2 de mayo de 1995, en Yongin, Provincia de Gyeonggi en Corea del Sur. Se graduó de la Universidad Dongshin, con especialización en Música Práctica.

## Carrera

### Predebut
Antes de debutar como miembro de BtoB, Sungjae apareció en el sitcom I Live in Cheongdam-dong de jTBC, como el quinto miembro de Invincible Chungdam junto Seo Eunkwang, Lim Hyunsik, Jung Ilhoon y el exmiembro de BtoB Lee Minwoo.

### 2012-2014: Debut con BTOB y actividades en solitario.
Sungjae debutó con el grupo el 23 de marzo de 2012 con la canción «Insane».
En 2013, Yook apareció en la serie de televisión "Reply 1994" como Sungjoon / Ssukssuk.
En julio de 2014, Sungjae se convirtió en el presentador de la tercera temporada del programa de KBS "A Song For You" junto a Kangin de Super Junior y Amber de F(x). Más adelante en ese año, Sungjae fue escogido para el programa de variedades "Hitmaker" como miembro del grupo proyecto Big Byung producido por Hyundon y Defconn, recibiendo el nombre artístico de YookDuk y también tuvo como compañero de grupo a Jackson de Got7, N y Hyuk de VIXX. El grupo lanzó el vídeo musical para su sencillo titulado "Stress Come On" el 19 de agosto de 2014. Además, formó parte del elenco del drama "Plus Nine Boys" interpretando a Kang Min Gu (un atleta de judo de 19 años). A finales de 2014, participó en el show de realidades "Real Men" retirándose al año siguiente.

### 2015 – presente: Actuación y aumento de popularidad
Sungjae logró un gran avance cuando obtuvo un papel principal en el drama para adolescentes "Who Are You: School 2015" junto a Kim So-hyun y Nam Joo-hyuk, donde interpretó a Gong Tae Kwang. También lanzó un OST para el programa de variedades "Love Song" junto a Park Hye-soo. Después de que terminó la serie, experimentó un aumento en la popularidad y consiguió varios acuerdos de respaldo. Ese mismo año protagonizó la serie de misterio de terror "The Village: Achiara's Secret " junto a Moon Geun-young. También recibió el premio a la "Nueva Estrella" por su actuación en The Village: Achiara's Secret  y el premio a la "Mejor Pareja" de drama junto a la actriz Kim So-hyun por el drama Who Are You: School 2015.  
En 2015, se unió a "King of Mask Singer", compitiendo bajo el alias de Tired Bumblebee y recibiendo una buena crítica por su desempeño. 
Más adelante, en junio de 2015, se unió a la cuarta temporada del reality show de MBC "We Got Married", donde fue emparejado con Joy de Red Velvet. Tras haber obtenido una gran popularidad a través de su matrimonio ficticio, el 29 de diciembre de 2015 ganaron el premio MBC Entertainment Awards a la "Mejor Pareja" e individualmente el premio al "Mejor Nuevo Artista Masculino de Variedad". Así mismo, en septiembre de 2015, se convirtió en uno de los principales presentadores del programa musical "Inkigayo" dejándolo en mayo de 2016. El 16 de abril de 2016, Sungjae junto a Joy lanzaron el sencillo titulado "Young Love", posicionándose en el quincuagésimo segundo puesto de "Gaon Singles Chart". Finalmente Sungjae y Joy hicieron su salida oficial del programa el 7 de mayo del 2016 tras 11 meses. Una vez que dejaron We Got Married, se hicieron conocidos como una de las parejas más duraderas y populares en la historia del famoso show y hasta el día de hoy hay rumores de una posible relación sentimental.
Debido a su popularidad Sungjae obtuvo contratos para ser la imagen de 4 marcas incluyendo la aplicación móvil "Cash Slide", la marca de exteriores "Black Yak", los accesorios "Hazzy"  y para la tienda en línea "G-Market".
En 2016 fue personaje secundario en el drama "Goblin", donde trabajó con el reconocido actor Goon Yoo. En este drama hizo de un chaebol de tercera generación. Ese mismo año, Sungjae fue nombrado embajador de la Institución "King Sejong". También se convirtió en parte de la primera subunidad de BTOB "BTOB Blue", que debutó en septiembre de 2016. 
Durante 2016 hasta 2017, Sungjae protagonizó el exitoso drama de fantasía y romance "Guardian: The Lonely and Great God". También se unió al elenco del reality show documental "Law of the Jungle" filmado en Sumatra, Indonesia. 
En agosto de 2017, participó en el proyecto único digital "Piece of BtoB", lanzando las canciones "Say It" y "Paradise" de la cual esta última fue compuesta y escrita personalmente por él mismo. A finales de 2017, se unió al elenco del telerrealidad All The Butlers.
En noviembre de 2017, SBS anunció su nuevo programa de variedades Master in the house o All the butlers con Lee Seung Gi, Lee Sang Yoon y Yang Se Hyung. El programa consiste en que ellos pasarán una noche en casas de figuras famosas para aprender sobre sus vidas con la esperanza de obtener conocimiento y sabiduría. Hasta la fecha es uno de los programas de variedades con mayor índice de audiencia desde su transmisión. En 2018 fue nombrado como el nuevo modelo de Fitz Super Clear Beer de Lotte Liquor junto con su expareja virtual de We Got Married Joy.
En diciembre de 2018 se anunció que se había unido al elenco principal de la serie The Man Who Toasts Bread donde dará vida a Hong Jo, un gato que tiene la habilidad de transformarse en un humano.
En agosto de 2019 se anunció que se había unido al elenco principal de la serie Ssang Gap Pocha donde dará vida a Han Kang-bae, un empleado de servicio al cliente de un supermercado. La serie se espera sea estrenada en 2020.
En 2022 se cunirá al elenco de la serie Golden Spoon donde dará vida al estudiante Lee Seung-chun, quien sueña con cambiar su vida con una cuchara de oro misteriosa que aparece frente a él y con la que puede cambiar su destino con la de su amigo, quien nació en una familia adinerada.

## Discografía

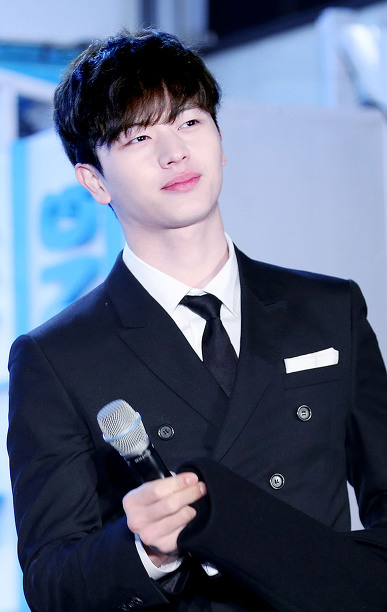
Yook Sung-jae en enero de 2017.

### Colaboraciones
| Año  | Canción            | Artista                   |
| ---- | ------------------ | ------------------------- |
| 2014 | «Stress Come On»   | Big Byung                 |
| 2015 | «Ojingeo Doenjang» | Big Byung                 |
| 2015 | «Photograph»       | Sungjae, Namjoo (A Pink)  |
| 2016 | «Young Love»       | Sungjae, Joy (Red Velvet) |

### Bandas sonoras
| Año  | Canción            | Programa                    | Artista                       |
| ---- | ------------------ | --------------------------- | ----------------------------- |
| 2014 | «Curious»          | Plus Nine Boys              | Sungjae y Oh Seunghee (CLC)   |
| 2015 | «Love Song»        | Who Are You: School 2015    | Sungjae y Park Hyesu          |
| 2015 | «Loving You Again» | Scholar Who Walks the Night | Sungjae                       |
| 2017 | «Ambiguous»        | Third-Rate My Way           | Sungjae, Eun Kwang y Hyun Sik |

### Apariciones en vídeos musicales
| Año  | Canción            | Artista          |
| ---- | ------------------ | ---------------- |
| 2013 | 24/7               | 2Yoon            |
| 2014 | «Stress Come On»   | Big Byung        |
| 2015 | «Ojingeo Doenjang» | Big Byung        |
| 2015 | «Cinderella Time   | NC.A             |
| 2015 | «Photograph»       | Sungjae y Namjoo |

## Filmografía

### Series de televisión
| Año  | Título                        | Rol                              | Canal | Notas        | Ref.          |
| ---- | ----------------------------- | -------------------------------- | ----- | ------------ | ------------- |
| 2013 | Monstar                       | Arnold, miembro del Equipo Black | Mnet  | Rol de apoyo |               |
| 2013 | The Heirs                     | Él mismo - Miembro de BtoB       | SBS   | Cameo        |               |
| 2013 | Reply 1994                    | Sooksookie                       | tvN   | Rol de apoyo |               |
| 2014 | Plus Nine Boys                | Kang Min Gu                      | tvN   | Protagonista |               |
| 2015 | Who Are You: School 2015      | Gong Tae Kwang                   | KBS2  | Protagonista |               |
| 2015 | The Village: Achiara's Secret | Park Woo Jae                     | SBS   | Protagonista |               |
| 2017 | Goblin                        | Yoo Dok Hwa                      | tvN   | Protagonista |               |
| 2019 | The Man Who Toasts Bread      | Hong Jo                          | tvN   | Protagonista |               |
| 2020 | Mystic Pop-up Bar             | Han Kang-bae                     | JTBC  | Protagonista |               |
| 2022 | Golden Spoon                  | Lee Seung-chun                   | MBC   | Protagonista |               |
| 2025 | El palacio embrujado          | Yoon Gap/Kang Cheol              | SBS   | Protagonista | [ 11 ] [ 12 ] |

### Programas de variedades
| Año         | Canal   | Título                       | Nota |
| ----------- | ------- | ---------------------------- | --- |
| 2014-2015   | MBC     | Real Men                     | miembro del elenco (ep. 77-88)                                                                                                 |
| 2014        | MBC     | Hitmaker Season 1            | miembro del elenco - YookDuk                                                                                                   |
| 2015        | MBC     | Hitmaker Season 2            | miembro del elenco - YookDuk                                                                                                   |
| 2015        | jTBC    | Dating Alone                 | aparición especial |
| 2015        | KBS     | Invisible Man                | miembro del elenco |
| 2015        | KBS     | Happy Together               | aparición especial |
| 2015        | MBC     | I Live Alone                 | invitado (Ep. 94) |
| 2015        | MBC     | King of Mask Singer          | participante como "Tired Bumblebee" - (ep. 5-6) participante como "LP Boy" (ep. Special Live 2015) juez invitado - (ep. 43-44) |
| 2015 - 2016 | MBC     | We Got Married               | esposo virtual de Joy (Red Velvet)                                                                                             |
| 2016        | -       | Celebrity Bromance           | miembro - junto a Jo Youngmin y Jo Kwangmin                                                                                    |
| 2016        | KBS2    | Battle Trip                  | participó junto a Eunkwang e Hyunsik - (ep. 16)                                                                                |
| 2017        | SBS     | Law of the Jungle in Sumatra | miembro del elenco (ep. 256 - 261)                                                                                             |
| 2017        | SBS     | Boat Horn Clenched Fist      | [ 14 ] [ 15 ] |
|             | MBig TV | Celebrity Bromance           | reparto junto a Boyfriends Youngmin y Kwangmin                                                                                 |
|             | SBS     | All The Butlers              | elenco |
| 2019        | Netflix | Busted! Season 2             | invitado, ep. 3 |

### Presentador
| Año  | Título                  | Canal   | Nota                                   |
| ---- | ----------------------- | ------- | -------------------------------------- |
| 2012 | The Show                | SBS MTV | Temporada 1 con Minhyuk                |
| 2014 | Wide Custom News        | Mnet    |                                        |
| 2014 | A Song For You Season 3 | KBS     | Junto a Kangin y Amber                 |
| 2015 | Inkigayo                | SBS     | Junto a Kim Yoo Jung y Jackson de Got7 |

### Anuncios
| Año         | Título                | Notas                      |
| ----------- | --------------------- | -------------------------- |
| 2018        | Fitz Super Clear Beer | junto a Joy de Red Velvet  |
| 2015 - 2016 | Elite Uniforms        | junto a BTOB y Kim So Hyun |
| 2015        | Hazzys                | junto a Kim So Hyun        |

## Premios y nominaciones
| Año  | Premio                       | Categoría                                   | Trabajo Nominado              | Resultado |
| ---- | ---------------------------- | ------------------------------------------- | ----------------------------- | --------- |
| 2015 | 8th Korea Drama Awards       | Mejor nuevo actor                           | Who Are You: School 2015      | Nominado  |
| 2015 | 4th APAN Star Awards         | Mejor nuevo actor                           | Who Are You: School 2015      | Nominado  |
| 2015 | KBS Drama Awards             | Premio a la excelencia, actor en miniseries | Who Are You: School 2015      | Nominado  |
| 2015 | KBS Drama Awards             | Mejor nuevo actor                           | Who Are You: School 2015      | Nominado  |
| 2015 | KBS Drama Awards             | Premio a la popularidad, actor              | Who Are You: School 2015      | Nominado  |
| 2015 | KBS Drama Awards             | Mejor pareja (con Kim So Hyun)              | Who Are You: School 2015      | Ganó      |
| 2015 | MBC Entertainment Awards     | Mejor nuevo artista masculino (variedad)    | We Got Married                | Ganó      |
| 2015 | MBC Entertainment Awards     | Mejor pareja (con Joy de Red Velvet)        | We Got Married                | Ganó      |
| 2015 | SBS Drama Awards             | Mejor nueva estrella                        | The Village: Achiara's Secret | Ganó      |
| 2018 | Excellence (Variety)         | 12th SBS Entertainment Award                | All The Butlers               | Ganó      |
| 2019 | 2019 SBS Entertainment Award | SNS Star Award                              | All The Butlers               | Ganador   |